# Kokrajhar (Distrikt)
Kokrajhar ist ein Distrikt im Zentrum des indischen Bundesstaat Assam. Sitz der Verwaltung ist die gleichnamige Stadt Kokrajhar. Der Distrikt gehört zur Region Bodoland.

## Geografie
Der Distrikt liegt im Westen von Assam. Er grenzt im Norden an Bhutan, im Osten an die Distrikte Chirang und Bongaigaon, im Südosten, Süden und Südwesten an den Distrikt Dhubri sowie im Westen an den indischen Bundesstaat Westbengalen.
Der südliche Teil des Distrikts liegt in der Tiefebene von Assam. Die nördlichsten Teile des Distrikts sind Ausläufer der Vorgebirge des Himalaya. Für Assam ungewöhnlich ist der hohe Anteil von Waldgebieten (fast 50 %). Der Distrikt stellt einen Anteil am Manas-Nationalpark. Die Fläche beträgt 3296 km².

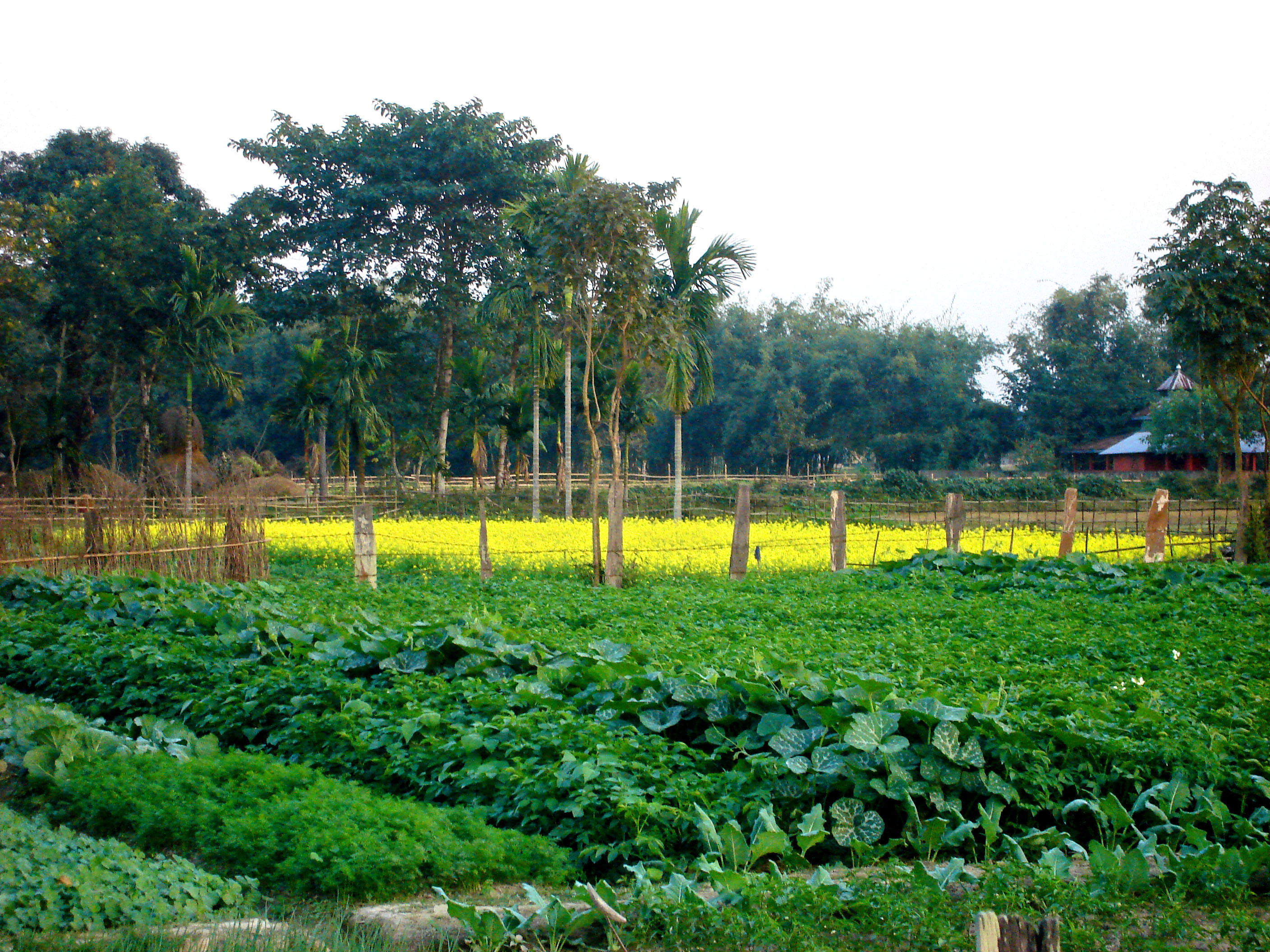
Landwirtschaft im Distrikt

## Geschichte
Der Distrikt Kokrajhar teilt die Geschichte mit den Nachbardistrikten. Zuerst gehörte er von 350 bis 1140 zum Reich Kamarupa, später zum Königreich Kamata. Ab 1515 wurde es durch die Dynastie Koch regiert. Ein Familienzweig dieser Königsfamilie, die Bijni, verwaltete das Gebiet von 1587 bis 1614. Danach war es bis 1757 Teil des Mogulreichs. Nach der Schlacht bei Plassey geriet es in den Einflussbereich der Britischen Ostindien-Kompanie. Nach der Schlacht von Buxar am 22. Oktober 1764 kam es endgültig unter britische Herrschaft. Doch wurde das Gebiet bis 1865 von Bhutan beansprucht und die Herrschaft der Kompanie war nicht absolut. Seit 1874 ist das Gebiet des heutigen Distrikts Teil von Assam.
Nach der Unabhängigkeit Indiens wurde der heutige Distrikt von zwei schweren Konflikten erschüttert. Er war an der Assam-Bewegung beteiligt, die sich gegen die (muslimische) Zuwanderung aus Bangladesch richtete. Und seit 1967 forderten die Bodos/Boros einen eigenen Bundesstaat Bodoland. Bis 1987 mit zivilen Aktionen wie Streiks und Demonstrationen, danach mit Waffengewalt. Beide Konflikte forderten zahlreiche Todesopfer und führten zu starken Fluchtbewegungen.
Der Distrikt entstand am 1. Juli 1983 aus Teilen des Distrikts Goalpara. 1989 wurde Bongaigaon abgetrennt und zu einem eigenen Distrikt, wodurch sich Fläche und Einwohnerzahl verkleinerten.

## Bevölkerung

### Übersicht
Die Einwohnerzahl lag bei 887.142 (2011). Die Bevölkerungswachstumsrate im Zeitraum von 2001 bis 2011 betrug 5,21 %. Kokrajhar hat ein Geschlechterverhältnis von 961 Frauen pro 1000 Männer und damit einen für Indien häufigen Männerüberschuss. Der Distrikt hatte 2011 eine Alphabetisierungsrate von 65,22 %, eine Steigerung um knapp 13 Prozentpunkte gegenüber dem Jahr 2001. Die Alphabetisierung liegt damit unter dem nationalen Durchschnitt. Knapp 59,6 % der Bevölkerung sind Hindus, ca. 28,4 % sind Muslime, ca. 11,4 % sind Christen, ca. 0,2 % sind Buddhisten und ca. 0,3 % gaben keine Religionszugehörigkeit an oder praktizierten andere Religionen. 15,4 % der Bevölkerung sind Kinder unter 6 Jahre. Die Volksgruppe der Bodo hat einen Bevölkerungsanteil von ca. 42 %. Bedeutende Minderheiten bilden die Bengalen und Assamesen.
Knapp 6,2 % der Bevölkerung leben in Städten.

### Einwohnerentwicklung
In den ersten Jahrzehnten des 20. Jahrhunderts wuchs die Bevölkerung bereits stark. Dies trotz Seuchen, Krankheiten und Hungersnöten. Seit der Unabhängigkeit Indiens hält die starke Bevölkerungszunahme weiterhin an. Während die Bevölkerung in der ersten Hälfte des 20. Jahrhunderts um rund 140 % zunahm, betrug das Wachstum in den fünfzig Jahren zwischen 1961 und 2011 227 %. Ungewöhnlich für indische Verhältnisse ist das geringe Wachstum zwischen 2001 und 2011. Die Bevölkerungszunahme zwischen 2001 und 2011 lag bei nur 5,21 % oder rund 44.000 Menschen. Offizielle Bevölkerungsstatistiken der heutigen Gebiete sind seit 1901 bekannt und veröffentlicht. Grund für die ungewöhnlich starke Zunahme der Bevölkerung ab 1901 war lange Zeit die Zuwanderung ins dünn besiedelte Gebiet. Heutzutage ist es der Geburtenüberhang. Die Entwicklung verdeutlicht folgende Tabelle:
| Jahr      | 1901   | 1911    | 1921    | 1931    | 1941    | 1951    | 1961    | 1971    | 1981    | 1991    |
| Einwohner | 79.378 | 103.171 | 130.947 | 151.581 | 174.060 | 190.164 | 270.930 | 416.996 | k. Ang. | 744.609 |

### Bedeutende Orte
Im Distrikt gibt es nur vier Orte, die als Städte (towns und notified towns) gelten. In diesen Städten wohnen insgesamt 54.941 Menschen oder 6,19 % der Distriktsbevölkerung. Die vier Städte sind:

### Volksgruppen
In Indien teilt man die Bevölkerung in die drei Kategorien general population, scheduled castes und scheduled tribes ein. Die scheduled castes (anerkannte Kasten) mit (2011) 29.570 Menschen (3,33 Prozent der Bevölkerung) werden heutzutage Dalit genannt (früher auch abschätzig Unberührbare betitelt). Die scheduled tribes sind die anerkannten Stammesgemeinschaften mit (2011) 278.665 Menschen (31,41 Prozent der Bevölkerung), die sich selber als Adivasi bezeichnen. Zu ihnen gehören in Assam 23 Volksgruppen. Die Bodo (auch Boro genannt) (225.041 Personen oder 25,37 % der Distriktsbevölkerung) sind die weitaus stärkste Stammesgemeinschaft im Distrikt. Kleinere Gruppen sind die Rabha (22.250 Personen oder 2,51 % der Distriktsbevölkerung) und Garo (10.424 Personen oder 1,18 % der Distriktsbevölkerung). Die Anteile der scheduled tribes sind in allen Circles beträchtlich. Die niedrigsten Anteile haben die Circles Bhowraguri (9,84 %), Golokganj (20,91 %) und Bilasipara (21,63 %). Die Circles Dhubri (38,91 %), Dotoma (37,56 %) und Kokrajhar (37,01 %) haben die höchsten Anteile an Personen von anerkannten Stammesgemeinschaften.

### Bevölkerung des Distrikts nach Sprachen
Die Bevölkerung des Distrikts Kokrajhar ist sprachlich stark gemischt. Mit Bodo/Boro (28,39 %), Bengali (25,40 %; mit Bengali und Rajbangsi), Assami (23,78 %), Santali (11,90 %), Hindi (2,67 %; mit Hindi, Sadan/Sadri, Bhojpuri und Marwari), Rabha (2,58 %), Nepali (1,65 %), Oraon/Kurukh (1,42 %) und Garo (1,21 %) gibt es neun Sprachgruppen mit jeweils mehr als 10.000 Muttersprachlern. Kleinere Sprachgruppen mit mehr als 1.000 Muttersprachlern sind Mundari, Koch und Munda.
Verbreitetste Sprachen in den einzelnen Circles/Subdivisions sind Bodo/Boro in den Circles/Subdivisions Bagribari (21,01 %), Dotoma (36,91 %), Gossaigaon (28,15 %) und Kokrajhar (36,40 %), Bengali im Circle/in der Subdivision Bhowraguri (35,76 %), Rajbangsi im Circle/in der Subdivision Golokganj (21,09 %), Assami in den Circles/Subdivisions Bilasipara (50,60 %), Chapar (51,58 %) und Dhubri (29,15 %). Es gibt also nur in den Circles/Subdivisions Bilasipara und Chapar eine Sprache, die die Bevölkerungsmehrheit stellt. In den vier Städten ist Bengali die weitverbreitetste Muttersprache mit absoluten Mehrheiten in Gossaigaon (51,22 %) und Kokrajhar (51,83 %). In den Städten ist auch die Sprachgruppe Hindi (mit Hindi, Bhojpuri und Sadan/Sadri) durch Zugewanderte aus anderen Teilen Indiens überdurchschnittlich gut vertreten.
Von den weiteren Sprachen hat Santali seine Hochburgen in den Circles/Subdivisions Gossaigaon (26,96 %), Bagribari (8,74 %) und Kokrajhar (8,33 %), Rabha in den Circles/Subdivisions Dhubri (21,55 %), Golokganj (7,07 %) und Chapar (4,55 %), Nepali in den Circles/Subdivisions Golokganj (4,42 %) und Kokrajhar (3,25 %), Oraon/Kurukh in den Circles/Subdivisions Kokrajhar (3,12 %) und Gossaigaon (1,49 %) und Garo in den Circles/Subdivisions Chapar (7,62 %) und Bagribari (7,04 %). Die weitverbreitetsten Einzelsprachen zeigt die folgende Tabelle:
| Jahr                                   | Boro    | Boro  | Assami  | Assami | Bengali | Bengali | Santali | Santali | Rajbangsi | Rajbangsi | Rabha  | Rabha | Hindi  | Hindi | Nepali | Nepali | Oraon  | Oraon | Garo   | Garo | Gesamt  | Gesamt   |
| Jahr                                   | Zahl    | %     | Zahl    | %      | Zahl    | %       | Zahl    | %       | Zahl      | %         | Zahl   | %     | Zahl   | %     | Zahl   | %      | Zahl   | %     | Zahl   | %    | Zahl    | %        |
| -------------------------------------- | ------- | ----- | ------- | ------ | ------- | ------- | ------- | ------- | --------- | --------- | ------ | ----- | ------ | ----- | ------ | ------ | ------ | ----- | ------ | ---- | ------- | -------- |
| 2011                                   | 251.889 | 28,39 | 176.742 | 19,92  | 157.708 | 17,78   | 105.485 | 11,89   | 67.595    | 7,62      | 22.884 | 2,58  | 15.602 | 1,76  | 14.609 | 1,65   | 12.569 | 1,42  | 10.720 | 1,21 | 887.142 | 100,00 % |
| Quelle: Ergebnis der Volkszählung 2011 |         |       |         |        |         |         |         |         |           |           |        |       |        |       |        |        |        |       |        |      |         |          |

### Bevölkerung des Distrikts nach Bekenntnissen
Eine Mehrheit der Einwohnerschaft sind Hindus. Daneben gibt es noch starke muslimische und christliche Minderheiten. Alle anderen Glaubensgemeinschaften stellen nur kleine Bevölkerungsanteile.
Hinduistische Mehrheiten gibt es in den Städten Gossaigaon und Kokrajhar sowie den Circles/Subdivisions Dotoma (69,83 %), Golokganj (59,57 %), Gossaigaon (53,68 %) und Kokrajhar (76,30 %). In den anderen Circles/Subdivisions sind die Hindus in der Minderheit mit Anteilen zwischen 30,51 % und 43,39 %.
Muslimische Mehrheiten gibt es in den Circles/Subdivisions Bhowraguri (62,05 %), Bilasipara (69,30 %), Chapar (54,59 %) und Dhubri (55,70 %). Im Distrikt Bagribari sind sie mit 46,56 % eine relative Mehrheit. In den anderen Circles/Subdivisions sind die Muslime in der Minderheit mit Anteilen zwischen 15,76 % und 32,53 %. Unter den Muslimen hat es zahlreiche Zugewanderte aus Bangladesch.
Christliche Minderheiten sind regional von Bedeutung. Ihre Hochburg ist der Circle/die Subdivision Gossaigaon mit 67.472 Personen oder 24,90 Prozent. Stark vertreten sind Christen auch in den Circles/Subdivisions Bagribari (9,69 %), Dhubri (8,55 %), Golokganj (7,71 %), Kokrajhar (6,86 %) und Chapar (6,64 %). Alle anderen Glaubensgemeinschaften erreichen in keinem Circle/keiner Subdivision einen Anteil von 1 % oder mehr. Die Städte Padmabil und Salakati sind religiös gemischt. Die genaue religiöse Zusammensetzung der Bevölkerung zeigt folgende Tabelle:
| Jahr                                   | Buddhisten | Buddhisten | Christen | Christen | Hindus  | Hindus | Jainas | Jainas | Muslime | Muslime | Sikhs | Sikhs | Andere | Andere | keine Angaben | keine Angaben | Gesamt  | Gesamt   |
| Jahr                                   | Zahl       | %          | Zahl     | %        | Zahl    | %      | Zahl   | %      | Zahl    | %       | Zahl  | %     | Zahl   | %      | Zahl          | %             | Zahl    | %        |
| -------------------------------------- | ---------- | ---------- | -------- | -------- | ------- | ------ | ------ | ------ | ------- | ------- | ----- | ----- | ------ | ------ | ------------- | ------------- | ------- | -------- |
| 2011                                   | 1.718      | 0,19       | 101.091  | 11,40    | 529.068 | 59,64  | 396    | 0,04   | 252.271 | 28,44   | 93    | 0,01  | 123    | 0,01   | 2.382         | 0,27          | 887.142 | 100,00 % |
| Quelle: Ergebnis der Volkszählung 2011 |            |            |          |          |         |        |        |        |         |         |       |       |        |        |               |               |         |          |

### Geschlechterverteilung
Der Distrikt hatte – für Indien üblich – stets mehr männliche als weibliche Einwohner. Der hohe Männerüberschuss während der Kolonialzeit setzte sich nach der Unabhängigkeit noch fort. Doch in jüngster Zeit ist der Männerüberhang stark gesunken. Bei den jüngsten Bewohnern (136.924 Personen unter 7 Jahren) liegen die Anteile bei 70.085 Personen männlichen (51,19 Prozent) zu 66.839 Personen (48,81 Prozent) weiblichen Geschlechts.
| Verteilung der Bevölkerung nach Geschlecht im Distrikt Kokrajhar |                   |                   |                   |                   |                   |                   |                   |                   |                   |                   |                   |                   |
|                                                                  | Volkszählung 1901 | Volkszählung 1901 | Volkszählung 1941 | Volkszählung 1941 | Volkszählung 1951 | Volkszählung 1951 | Volkszählung 1991 | Volkszählung 1991 | Volkszählung 2001 | Volkszählung 2001 | Volkszählung 2011 | Volkszählung 2011 |
| Anzahl                                                           | Anteil            | Anzahl            | Anteil            | Anzahl            | Anteil            | Anzahl            | Anteil            | Anzahl            | Anteil            | Anzahl            | Anteil            |                   |
| GESAMT                                                           | 79.378            | 100 %             | 174.060           | 100 %             | 190.164           | 100 %             | 744.609           | 100 %             | 843.243           | 100 %             | 887.142           | 100 %             |
| Männer                                                           | 41.693            | 52,52 %           | 92.572            | 53,18 %           | 101.484           | 53,37 %           | 383.358           | 51,48 %           | 433.360           | 51,39 %           | 452.905           | 51,05 %           |
| Frauen                                                           | 37.685            | 47,48 %           | 81.488            | 46,82 %           | 88.680            | 46,63 %           | 361.251           | 48,52 %           | 409.883           | 48,61 %           | 434.237           | 48,95 %           |

## Bildung
Dank bedeutender Anstrengungen steigt die Alphabetisierung. Sie liegt mittlerweile bei rund 65,2 % (2001 noch bei 51,6 %). Im städtischen Bereich können immerhin beinahe 92 Prozent der Männer lesen und schreiben. Auf dem Land bei den Frauen dagegen nur 56 Prozent. Typisch für indische Verhältnisse sind die starken Unterschiede zwischen den Geschlechtern und der Stadt-/Landbevölkerung. Dennoch liegen Höchstwert (Männer; Stadtbevölkerung) und Tiefstwert (Frauen; Landbevölkerung) selbst für indische Verhältnisse weit auseinander.
| Alphabetisierung im Distrikt Kokrajhar |                   |                   |
| Einheit                                | Volkszählung 2011 | Volkszählung 2011 |
| Einheit                                | Anzahl            | Anteil            |
| GESAMT                                 | 489.305           | 65,22 %           |
| Männer                                 | 275.220           | 71,89 %           |
| Frauen                                 | 214.085           | 58,27 %           |
| STADT GESAMT                           | 43.415            | 87,86 %           |
| Stadt-Männer                           | 23.562            | 91,97 %           |
| Stadt-Frauen                           | 19.853            | 83,44 %           |
| LAND GESAMT                            | 445.890           | 63,63 %           |
| Land-Männer                            | 251.658           | 70,45 %           |
| Land-Frauen                            | 194.232           | 56,53 %           |
| Quelle: Ergebnis der Volkszählung 2011 |                   |                   |

## Wirtschaft
Die meisten Einwohner leben von der Landwirtschaft. Die wichtigsten Anbauprodukte sind Reis, Raps, Senf, Kartoffeln, Jute, Weizen und Zuckerrohr. Beim Gemüse sind es Weißkohl, Tomaten, Blumenkohl und Auberginen und bei den Früchten Bananen, Ananas, Jackfrucht, Orangen und Guaven. Auch die Tierhaltung spielt eine bedeutende Rolle. Ziegen, Rinder, Hühner, Gänse, Schweine, Büffel und Schafe sind darunter die häufigst gehaltenen Arten. Auch die Fischerei ist ein bedeutender Erwerbszweig.
Der Distrikt gehört zu den industriell wenig entwickelten Gebieten (backward districts) von Indien. Zahlreiche Handwerksberufe, Handel, die Öffentlichen Berufe (Lehrpersonen, Polizei, Gemeindeangestellte etc.), das Gesundheitswesen und Transport bieten einer Minderheit der Erwerbstätigen Verdienstmöglichkeiten.